# Інґуз

Інґуз

Інґуз (англ. Ingwaz) — двадцять друга руна германського Старшого (першого) Футарка. Передавав звук [ŋ], відповідає латиничному сполученню ng. Назва руни означає «земля» і загалом інґуз є руною бога землі — Інґве (Фрейра).
Пряме примордіальне значення: чоловіча потенція, вагітність, внутрішнє зростання. Різноманітні принади, здоровий глузд, природні сили, любов рідних, турбота, людське тепло, дім. Період відпочинку, час допомоги, відсутність тривог. Період, коли всі справи закінчення і потрібно рухатися далі в новому напрямку.
Протилежне до нього примордіальне значення(інґуз не може бути повернено назад, проте може залишатися в опозиції): безсилля, рух без змін. Рабство, тяжкий труд, робоча сила, робота.